# Pays saint-lois
Le Pays saint-lois était un territoire situé dans le département de la Manche.

## Historique
Il a été créé en novembre 1993.

## Composition
Le pays réunit trois intercommunalités :
- Communauté de communes de la Baie du Cotentin ;
- Intercom du bassin de Villedieu ;
- Saint-Lô Agglo.

Il est toujours organisé autour du pôle urbain de Saint-Lô, chef-lieu du département de la Manche.

### Anciennes Intercommunalités
- Saint-Lô Agglomération
- la Communauté de communes de la région de Daye
- la Communauté de communes de l'Elle
- la Communauté de communes du canton de Marigny
- la Communauté de communes du canton de Percy
- la Communauté de communes du canton de Tessy-sur-Vire
- la Communauté de communes du canton de Torigni-sur-Vire

## Administration

### Présidence
| Période | Période  | Identité          | Étiquette | Qualité            |
| ------- | -------- | ----------------- | --------- | ------------------ |
| 1995    | En cours | Gilles Quinquenel |           | Maire d'Hébécrevon |

## Démographie
Il s'étend sur 979,98 km2 soit 16,5 % de la superficie du département de la Manche, regroupe 99 communes pour une population municipale de 79 780 habitants au dernier recensement de 2010 (soit 81,41 hab./km2) , 15,7 % de la population départementale.